# Доброта (серіал, 2022)
«Доброта» (тур. İyilik) — драматичний турецький телесеріал 2022—2023 рр. У головних ролях — Хатідже Шенділ, Ісмаїл Демірджі та Сера Кутлубей.
Перша серія вийшла в ефір 29 квітня 2022 року.
Серіал має 2 сезони. Завершився 27-м епізодом, який вийшов у ефір 20 січня 2023 року.
Режисер серіалу — Мурат Озтюрк.
Сценарист серіалу — Озге Коркмаз.
Серіал є адаптацією південнокорейського серіалу 2021 року Вітрина: Будинок королеви.

## Сюжет
Події серіалу розгортатимуться навколо подружжя. Мурат і Несліхан дуже щасливі у шлюбі, і вони змогли досягти великого успіху у своєму житті. Героям завжди вдавалося легко поєднувати свій бізнес із сімейним життям. Вони були повністю забезпечені, мають пристойний дохід і люблять проводити час у колі близьких для них людей. Але останнім часом Несліхан починає помічати, що чоловік ставиться до неї якось інакше. Спочатку вона вважала, що його почуття до неї охолонули, але потім трохи заспокоїлася і списала все на просту втому та постійну зайнятість роботою.
Герой працює у компанії своєї дружини вже протягом тривалого часу. Колись він був звичайним співробітником, але все змінилося після того, як між ним та Несліхан почалися стосунки. Спочатку вони просто зустрічалися, але в результаті цей зв'язок привів до весілля. Несліхан була щасливою, і їй здавалося, що вона зустріла свого принца, з яким зможе прожити довге і щасливе життя. Але мама Несліхан з першого дня не злюбила Мурата і була незадоволена цим шлюбом. Вона сподівалася на те, що її дочка знайде для себе більш успішного чоловіка, який матиме власний капітал. Незабаром на світ з'явилися двоє чудових дітей, але це не змусило мати змиритися зі становищем своєї дочки. Жінка докладає всіх зусиль для того, щоб і надалі терпіти свого небажаного зятя. Вона дуже сильно любить своїх онуків і сподівається на те, що подорослішавши, вони будуть набагато розумнішими, ніж їхня мама.
Несліхан має давню подругу, і вона завжди і в усьому могла їй довіряти. Тільки все починає змінюватися з того моменту, як вона стає сусідкою подружжя. Незабаром Несліхан дізнається, що чоловік їй зраджує з найкращою подругою і це стає для неї великим потрясінням. Але Несліхан не збирається мовчати, і вона обов'язково помститься за цю зраду.

## Актори та персонажі
| Актор            | Роль            |
| ---------------- | --------------- |
| Хатідже Шенділ   | Несліхан Ючесой |
| Ісмаїл Демірджі  | Мурат Карачакая |
| Сера Кутлубей    | Дамла Ерденет   |
| Періхан Саваш    | Шахіка Ючесой   |
| Озгюр Чевик      | Корай Деміраг   |
| Міна Акдін       | Нехір           |
| Умут Капліса     | Бату            |
| Сефа Тантоглу    | Балкан          |
| Пелінсу Караель  | Айсіль          |
| Еліф Гізем Айкут |                 |

## Сезони
| Сезон | Епізоди | Епізоди | Оригінальний показ | Оригінальний показ | Оригінальний показ |
| Сезон | Епізоди | Епізоди | Перший показ       | Останній показ     | Мережа             |
| ----- | ------- | ------- | ------------------ | ------------------ | ------------------ |
| 1     | 8       | 8       | 29 квітня 2022     | 17 червня 2022     | kanal FOX          |
| 2     | 19      | 19      | 9 вересня 2022     | 20 січня 2023      | kanal FOX          |

## Рейтинги серій
| Сезон 1 (2022) | Сезон 1 (2022)  | Сезон 1 (2022) | Сезон 1 (2022) | Сезон 2 (2022) | Сезон 2 (2022)  | Сезон 2 (2022) | Сезон 2 (2022) |
| Серія          | Рейтинг (TOTAL) | Рейтинг (AB)   | Рейтинг (ABC1) | Серія          | Рейтинг (TOTAL) | Рейтинг (AB)   | Рейтинг (ABC1) |
| -------------- | --------------- | -------------- | -------------- | -------------- | --------------- | -------------- | -------------- |
| 1              | 3,06            | 2,41           | 2,98           | 9              | 4,35            | 3,18           | 3,84           |
| 2              | 3,45            | 3,66           | 3,86           | 10             | 4,55            | 2,84           | 3,58           |
| 2              | 3,61            | 3,77           | 3,85           | 11             | 4,42            | 2,29           | 3,86           |
| 4              | 4,89            | 4,64           | 4,96           | 12             | 3,55            | 2,46           | 3,27           |
| 5              | 3,95            | 3,57           | 3,97           | 13             | 2,96            | 1,47           | 2,25           |
| 6              | 4,05            | 3,17           | 3,96           | 14             | 3,31            | 2,00           | 3,24           |
| 7              | 4,34            | 3,79           | 4,54           | 15             | 3,61            | 2,05           | 3,32           |
| 8              | 4,30            | 3,76           | 4,03           | 16             | 3,37            | 2,26           | 3,10           |
|                |                 |                |                | 17             | 3,14            | 1,99           | 3,26           |
|                |                 |                |                | 18             | 2,70            | 1,69           | 2,59           |
|                |                 |                |                | 19             | 3,16            | 1,73           | 2,78           |
|                |                 |                |                | 20             | 3,12            | 2,04           | 2,55           |
|                |                 |                |                | 21             | 3,27            | 1,64           | 2,87           |
|                |                 |                |                | 22             | 3,34            | 2,31           | 3,04           |
|                |                 |                |                | 23             | 3,38            | 2,64           | 2,90           |
|                |                 |                |                | 24             | 3,54            | 2,42           | 3,36           |
|                |                 |                |                | 25             | 3,24            | 1,81           | 2,86           |
|                |                 |                |                | 26             | 2,72            | 1,80           | 2,65           |
|                |                 |                |                | 27(фінал)      | 3,18            | 1,60           | 3,04           |